# Toby Turner
Toby Turner (* 3. března 1985 Osborn), známý pod svým uměleckým jménem Tobuscus, je americký komik, herec, komentátor počítačových her, zpěvák a internetová celebrita. Známý je jako televizní herec a především jako tvůrce videí na serveru YouTube, na svých kanálech má čtrnáct miliónů odběratelů a téměř tři miliardy zhlédnutí. Je tedy jedním z nejsledovanějších a nejuznávanějších uživatelů YouTube vůbec.

## Internetová tvorba
Toby Turner se poprvé na YouTube registroval v květnu roku 2006, kdy si založil účet se jménem „Tobuscus“, jehož obliba rapidně rostla, Turner se stal hostem v mnoha televizních show. Roku 2009 si založil účet s názvem „TobyTurner“, který začal používat jako deník (natáčel na něj tzv. vlogy) a o rok později vznikl i účet s názvem „TobyGames“, na který Toby Turner umisťoval svá gameplayová videa. Od roku 2013 pracuje pro youtubovou společnost Maker Studios.